# 馬英九基金會
馬英九基金會（英語：Ma Ying-jeou Foundation），臺灣非營利組織，由中華民國第12、13任总统馬英九创立，鴻海集團創辦人郭台銘捐助。

## 歷史
2018年7月27日，馬英九基金會在台北市國賓大飯店舉行成立茶會，馬英九、蕭萬長、連戰、吳伯雄、朱立倫、洪秀柱、吳敦義等歷任中國國民黨主席以及馬英九政府歷位副總統、行政院院長均到場。會場外有台灣獨立運動團體、陳水扁支持者舉牌抗議。

## 組織成員

### 董事長
- 馬英九（曾任中華民國第十二、十三任總統）[8]

### 董事
- 劉偉民（美國智庫太平洋國際政策理事會董事）

- 高華柱（中華民國總統府前國家安全會議 秘書長）

- 胡定吾（生華生物科技股份有限公司董事長）

- 薛香川（台灣彩券董事長）

- 夏珍（風傳媒總主筆）

- 廖繼斌（二二八國家紀念館首任館長）

### 顧問
- 曾永權（中華民國第30、32任總統府秘書長）

## 外部連結
- 馬英九基金會官方網站 （页面存档备份，存于）
- 馬英九基金會的Instagram帳戶